# 클럽 포보스
《클럽 포보스》(러시아어: Фобос, 영어: The Phobos)는 2010년 공개된 러시아의 공포 영화이다.

## 줄거리
어느 비 오는 여름날, 젊은이 무리가 공사 중인 '포보스'라는 클럽에 들어간다. 과거 방공호였던 이곳은 갑자기 모든 문이 자동으로 닫히고 불이 꺼지면서 갇히게 된다. 처음에는 장난으로 여기지만, 휴대폰도 안 되고 누구에게도 클럽에 간다는 말을 하지 않았다는 사실을 깨닫고 공포에 휩싸인다. 그 중 고스족 소녀 비카는 그들의 공포를 먹고 사는 존재가 있으며, 두려움을 극복해야 한다고 말한다.

## 출연

### 주연
- 피요트르 피오도로프
- 티모페이 카라타프

### 조연
- 타티아나 코스마체바
- 아그니야 쿠즈네초바
- 레나타 피오트로브스키
- 알렉스 보로비요프